# Pedosfera
Pedosfera je zunanja plast Zemlje, ki jo predstavlja prst in je podvržena procesom nastanka prsti. Obstaja kot nekakšen vmesnik med litosfero, ozračjem, hidrosfero in biosfero pri biogeokemični izmenjavi snovi.
Prst nastaja lokalno pod vplivom abiotskih in biotskih dejavnikov, prekriva pa večino kopnega na Zemlji in dno plitvih vodnih teles kot neprekinjena membrana, zato lahko govorimo o njej kot o ovoju. Je ključna za preživetje večine kopenskih organizmov, saj predstavlja zalogo mineralnih hranil in vode ter življenjski prostor, hkrati blaži tudi podnebne ekstreme. Organizmi po drugi strani aktivno prispevajo k oblikovanju prsti.
Človek ima vedno vidnejšo vlogo pri procesih v pedosferi na globalni ravni zaradi uporabe prsti v kmetijstvu in gradnji ter vpliva na podnebje, tudi zaradi tega trenutno dobo nekateri imenujejo antropocen. Sistem se aktivno uravnava z zunanjimi vplivi, zato običajno obravnavamo pedosfero kot obnovljiv vir, vendar pa procesi obnavljanja v njej potekajo počasi – v časovnem obdobju 10² do 10⁶ let, kar omejuje človeštvo.